# 横浜市立上菅田特別支援学校
横浜市立上菅田特別支援学校（よこはましりつ かみすげたとくべつしえんがっこう）は、神奈川県横浜市保土ケ谷区上菅田町にある市立特別支援学校。

## 学部
- 小学部
- 中学部
- 高等部

## 沿革
- 1974年4月1日 - 横浜市立上菅田養護学校として開校
- 1977年4月1日 - 高等部開設
- 1979年4月1日 - 中村方面分教室、緑方面分教室開設
- 1982年4月1日 - 中村方面分教室が横浜市立中村養護学校として独立
- 1984年4月1日 - 緑方面分教室が横浜市立新治養護学校として独立
- 2007年4月1日 - 学校名を横浜市立上菅田特別支援学校に変更
- 2009年10月2日 - 新型インフルエンザのため10月3日から同月7日まで休校